# Schottenstein Stores Corporation
Die Schottenstein Stores Corporation (SB Capital Group) mit Sitz in Columbus (Ohio) ist eine Holdinggesellschaft für verschiedene Unternehmen der  Familie Schottenstein.
Jerome und Jay Schottenstein sind zwei  Schlüsselpersonen dieser Holding und auch in mehreren ihrer beteiligten Unternehmen als Chairmen tätig. Schottenstein Stores Corporation ist mit 62 % an Designer Shoe Warehouse (DSW) mit rund 427 Standorten beteiligt; ebenso besitzt die Holding Anteile am amerikanischen Möbelhersteller American Signature mit etwa 125 Filialen sowie an dem Modeunternehmen American Eagle Outfitters mit circa 39.600 Mitarbeitern.
Die  Schottenstein Stores Corporation erreichte 2012 einen Gesamtumsatz von rund drei Milliarden US-Dollar. Bereits 2006 übernahm die Schottenstein Stores Corporation 655 Filialen der US-amerikanischen Supermarkt-Kette Albertsons, die zu diesem Zeitpunkt rund 234.000 Mitarbeiter beschäftigte.
Ebenfalls 2006 wurde von Jerome Schottenstein und Jay Schottenstein das neue Schottenstein National Campus for the Archaeology of Israel finanziert, um das kulturelle Erbe des Landes Israel zu bewahren. Geplant wurde der Campus vom  Architektenbüro Mosche Safdie in Jerusalem.